# プルドーベイ油田
プルドーベイ油田（プルドーベイゆでん、英語: Prudhoe Bay Oil Field）とはアメリカ合衆国のアラスカ州北部、北極海（ボーフォート海）の沿岸、ノーススロープ郡に位置する油田である。同国最大の油田であり、アンカレッジから650マイル、北極点から1200マイルのところにある。
1960年代に石油探査が開始され、1968年にARCOが発見、採掘開始は1977年。原始埋蔵量は推定250億バレル、2005年までに130億バレルが採掘された。現在BPが中心となり、ExxonMobil、ConocoPhillipsと共に操業。残存埋蔵量は20億バレルと見込まれる。

## パイプライン
北極海が凍ってしまうので南部のアンカレッジ付近まで原油を輸送するトランス・アラスカ・パイプラインを1977年に完成。パイプラインは生態系保護、永久凍土の保護のために地表から浮かして通っている。2006年の3月に油田付近で油漏れを見つけたBPは腐食した管を交換するため油田生産とパイプライン操業を停止した。その後、操業再開したが2007年夏に油田付近のパイプで小規模な漏れが発生した。

## 油田の将来
同油田は1979年に最大150万バレル/日を生産、47万バレル/日（2005年）まで減少している。